# Daniele (województwo warmińsko-mazurskie)
Daniele (dawniej niem. Daniellen) – osada w Polsce położona w województwie warmińsko-mazurskim, w powiecie oleckim, w gminie Kowale Oleckie.
W latach 1975–1998 miejscowość administracyjnie należała do województwa suwalskiego.
Wieś wraz z dworem została założona przed 1581 r. jako wolna wieś. Informuje o tym wzmianka w protokole wizytacji kościelnej starostwa oleckiego. Później wieś należała do szlacheckiej rodziny ziemiańskiej Kittlitzów. Od nich majątek ziemski, obejmujący 25 włók, kupił w 1618 roku Michał von Hohendorf (sędzia ziemski olecki). 
W 1938 r. władze hitlerowskie w ramach akcji germanizacyjnej zmieniły nazwę urzędową wsi na Kleinreimannswalde. 
Bibliografia:
- Olecko Czasy, ludzie, zdarzenia Tekst: Ryszard Demby
- Historia Żydów w Danielach na portalu Wirtualny Sztetl